# Barbus mawambi
Barbus mawambi är en fiskart som beskrevs av Pappenheim, 1914. Barbus mawambi ingår i släktet Barbus och familjen karpfiskar. IUCN kategoriserar arten globalt som otillräckligt studerad. Inga underarter finns listade.